# Починок (місто)
Починок — місто, адміністративний центр Починківського району Смоленської області Росії.
Населення міста становить 8697 мешканців (2013 рік).

## Географія

### Розташування
Місто розташоване за 48 км від Смоленська на околиці Смоленської височини, на горбистій місцевості, на правому березі р. Хмара (басейн Дніпра).

## Історія
Виникло в 1868 році як невелике селище при станції Ризьке-Орловської залізниці, невдовзі перетворився на транзитно-перевантажний пункт гуртової торгівлі сільськогосподарськими продуктами (льон, пенька та ін.) У 1926 році селище отримало статус міста.

## Економіка
У місті працює комбікормовий завод, маслоробний завод, швацько-галантерейна фабрика, виробництво будматеріалів, м'ясопереробне підприємство.

## Відомі уродженці та жителі
- Ель Лисицький — радянський митець та архітектор, один з видатних представників російського авангарду.
- Олександр Твардовський — радянський поет, який написав у 1936 році вірш, присвячений станції Починок.